# ألفريد فلاري
ألفريد فلاري (مواليد 23 نوفمبر 1914) هو ملاكم سويسري، مثّل بلاده في الألعاب الأولمبية الصيفية 1936.

## روابط خارجية
ألفريد فلاري على موقع بوكس ريك (الإنجليزية) (registration required)
- ألفريد فلاري على موقع أوليمبيديا (الإنجليزية)